# Lysabild
Lysabild (deutsch Lysabbel; Aussprache in der Mundart Alsisk: [lys'ɑːfild]) ist eine dänische Ortschaft auf der Insel Alsen mit 507 Einwohnern (Stand 1. Januar 2023). Sie gehört zur Kommune Sønderborg in der Region Syddanmark. Die Ortschaft liegt zwei Kilometer nördlich von Skovby, acht Kilometer östlich von Høruphav und 14 km östlich von Sønderborg (dt. Sonderburg).

## Geschichte
Die Ortschaft liegt im Kirchspiel Lysabild Sogn. Dieses gehörte bis 1970 zur Harde Als Sønder Herred im Sønderborg Amt. 1970 wurde das Kirchspiel in die Kommune Sydals aufgenommen, die Kommune wiederum ging mit der Kommunalreform zum 1. Januar 2007 in der Kommune Sønderborg auf.
Ältestes Bauwerk des Ortes ist Lysabild Kirke, die stattliche romanische Kirche der Gemeinde. Sie wurde um 1200–1250 errichtet, der Turm stammt aus gotischer Zeit (15. Jahrhundert). Aufgrund eines Blutwunders war sie im Mittelalter eine viel besuchte Wallfahrtskirche. In die Außenwand der Kirche ist ein Schalenstein (dänisch Æbleskivestenen oder Skåltegn) mit 108 Schälchen (d. h. napfartigen Vertiefungen) eingemauert. Es ist einer von 150 Steinen, die auf Sundewitt und Alsen registriert sind.

## Namensherkunft
Der Ortsname Lysabild, erstmals 1245 als Liusapeld erwähnt, besteht aus den dänischen Wörtern „lys“ (hell, licht) und „abild“ (Apfelbaum). Sinngemäß bedeutet der Ortsname wohl „Siedlung beim lichten Apfelgehölz“, d. h. bei den offen und verstreut stehenden Apfelbäumen. Eine zweite Deutung leitet den Ortsnamen von denselben Wörtern her, bezieht das Adjektiv „lys“ aber auf die Farbe der Blüten; dann würde der Name „Siedlung bei den hell blühenden Apfelbäumen“ bedeuten.
Eine alte Sage möchte den Ortsnamen folgendermaßen erklären: Während der Großen Pest seien fast alle Einwohner Alsens gestorben. Aber eine Frau überlebte die Pest und stieg abends mit einem Licht auf einen Apfelbaum, um andere Überlebende auf sich aufmerksam zu machen. Es hatte nur ein Mann am anderen Ende der Insel, in Holm bei Nordborg, überlebt, der das Licht sah und so die Frau fand. Nach „dem Licht im Apfelbaum“ (Alsisk: „e Lys i e Affel’d“) sei dann der Ort des Zusammentreffens benannt worden. Die dänische Pagan-Folk-Band Valravn schrieb über diese Sage ihr Lied „Lysabild“ (achter Titel auf ihrem Album Koder på snor, 2009).